# KTM-5
Ust-Katavs järnvägsvagnsfabrik (UKVZ) KTM-5, eller 71-605, var en spårvagnsmodell som tillverkades av Ust-Katavs järnvägsvagnsfabrik i Ust-Katav i Ryssland. Den tillverkades i 14 991 exemplar, vilket gör den till den spårvagnsmodell som tillverkats i flest exemplar, i konkurrens med Tatra T3. 
KTM-5 konstruerades för bredspårvidds- och normalspårviddsnät i Sovjetunionen. Den byggdes enbart som motorvagn. Den användes i nästan alla spårvagnsnät i Sovjetunionen, dock ej i några av de största, i Moskva, Kiev och Odessa. Den är till exempel fortfarande (2018) den mest använda spårvagnsmodellen i Daugavpils i Lettland.
KTM-5 ersattes i produktionen av KTM-8, vilken dock tillverkades i betydligt färre exemplar.

## Fotogalleri

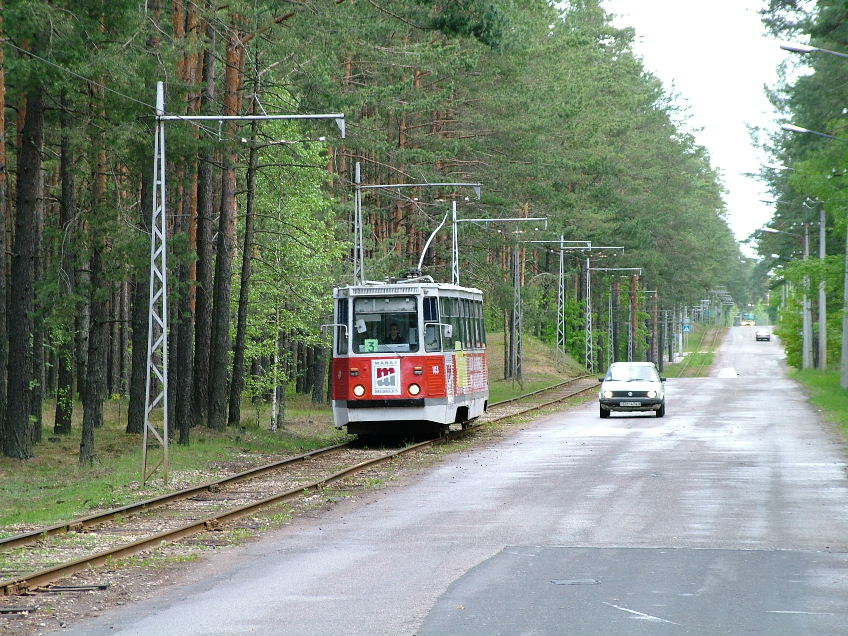
Spårvagn i Daugavpils
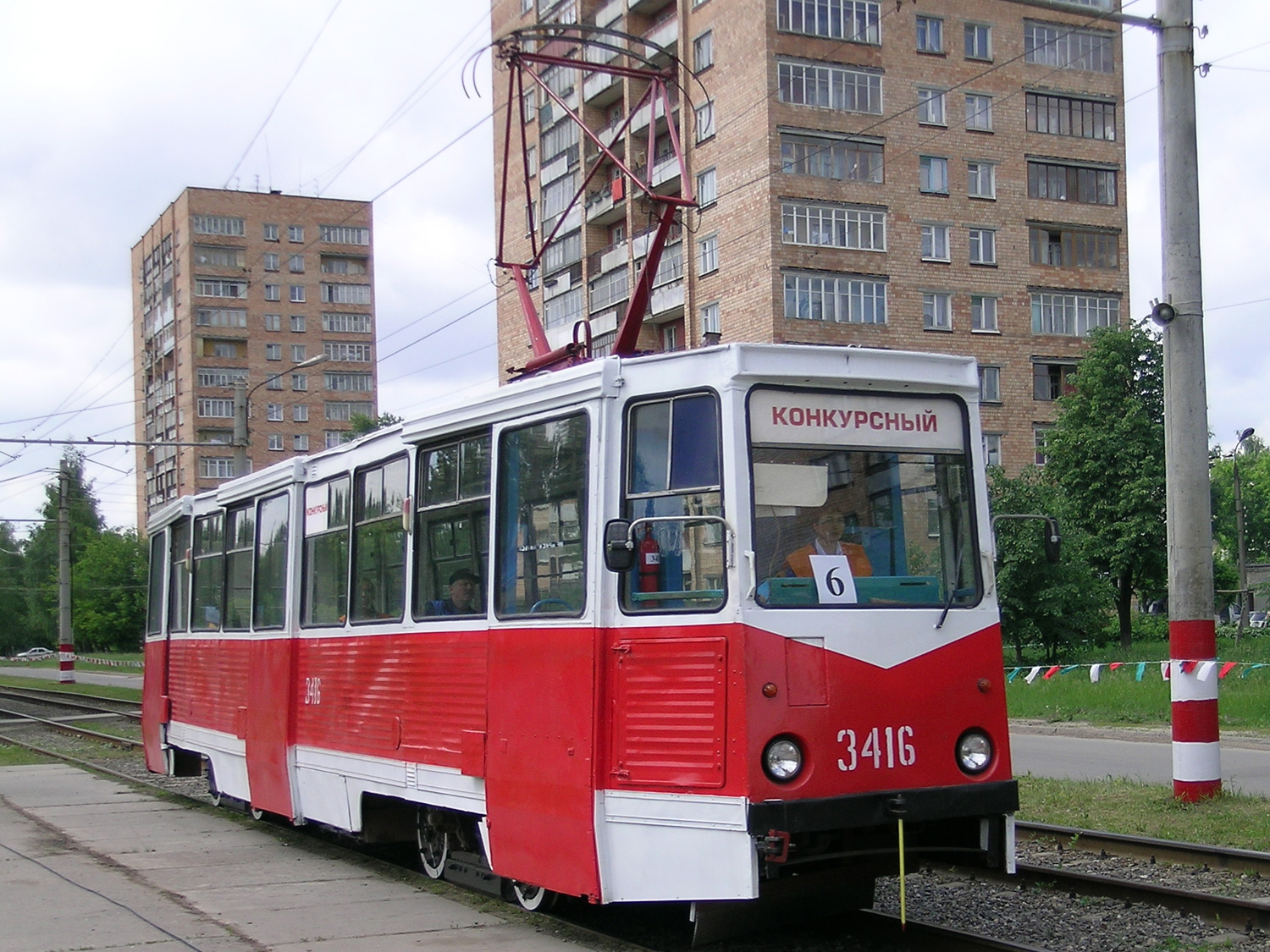
Spårvagn i Nizjnij Novgorod i Ryssland
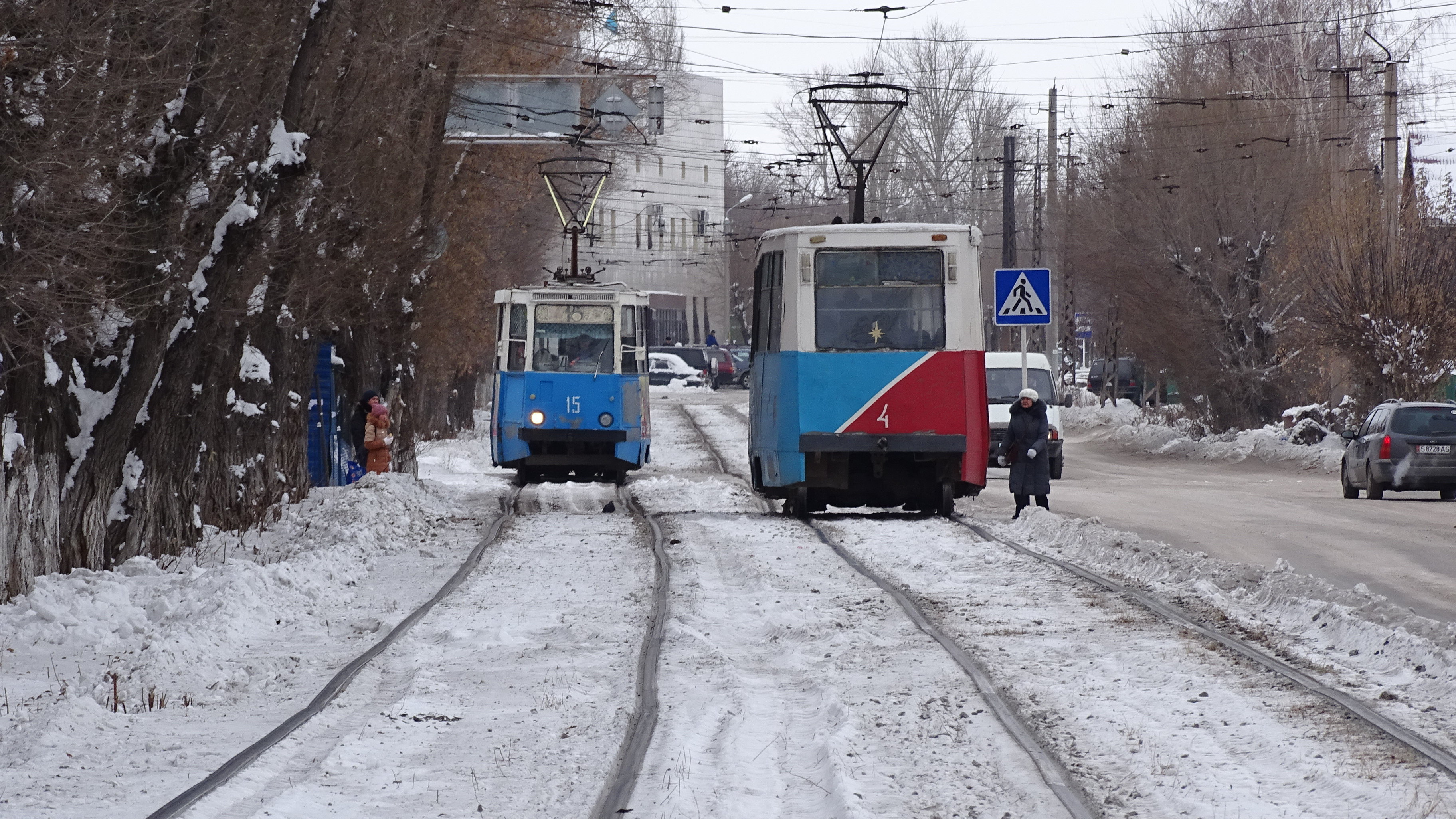
Spårvagnar i Temirtau i Kazakstan
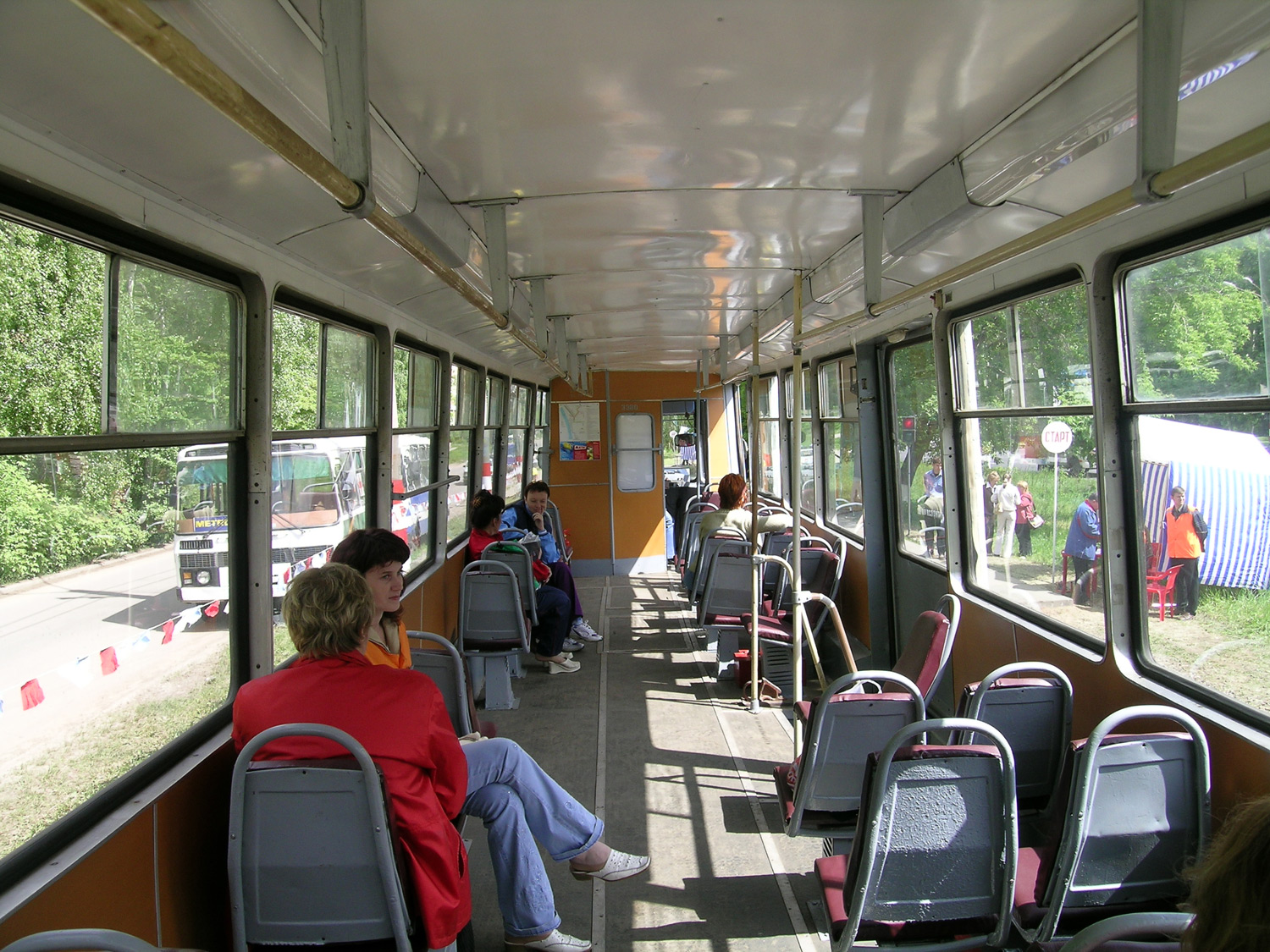
Interiör
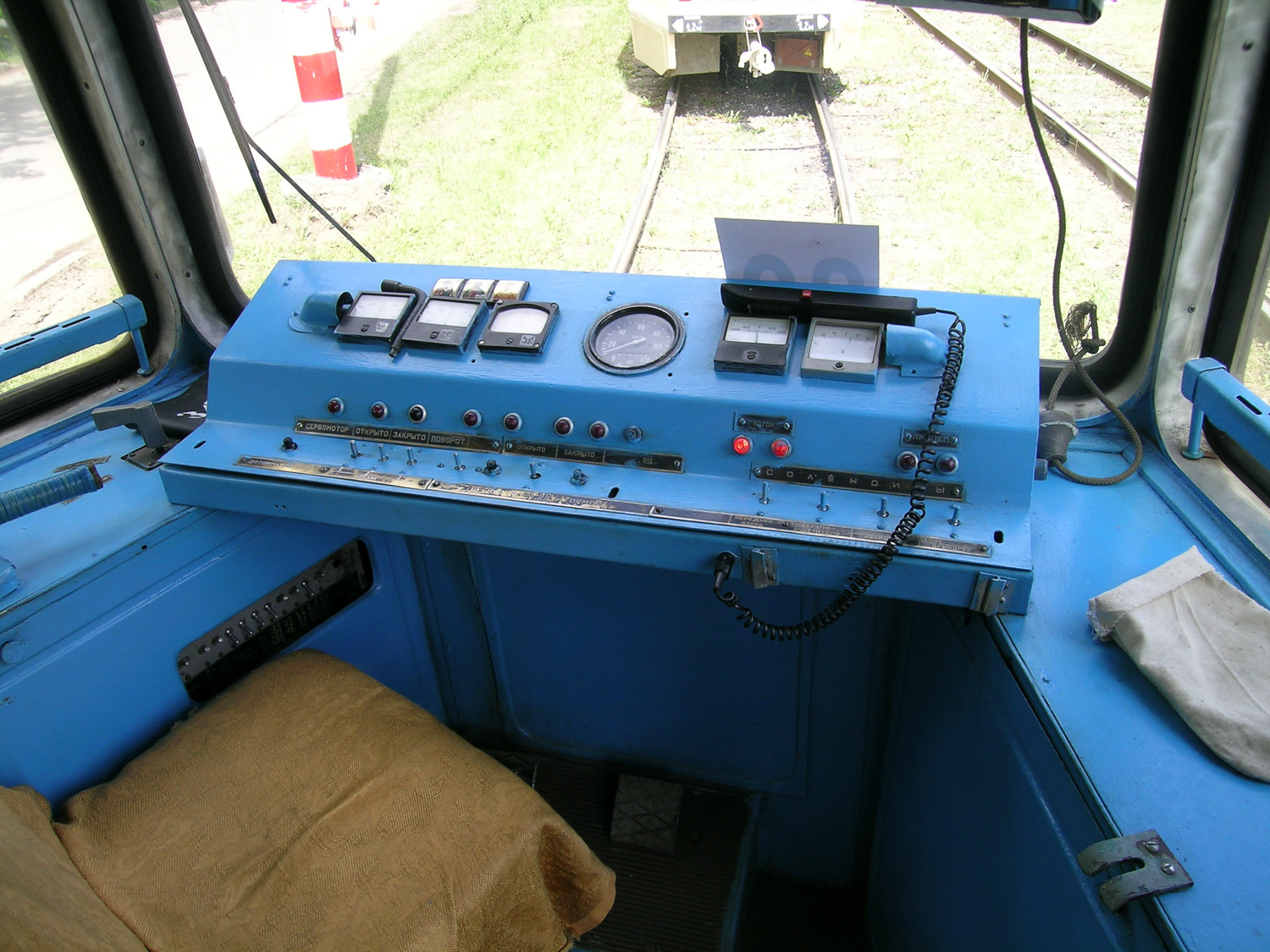
Förarkabin